# Philipp Ernst von Borcke
Philipp Ernst von Borcke (* 20. September 1729 in Bayreuth; † 10. April 1792 in Breslau) war ein preußischer Offizier, zuletzt Generalmajor sowie Chef des Infanterieregiments „von Tauentzien“ Nr. 31.

## Leben
Philipp Ernst war der Sohn des Bayreuth-Kulmbacher Oberst Melchior von Borcke (* 31. August 1679; † 17. Oktober 1755) und dessen Ehefrau Anna Margarete, geborene von Trotzenberg. Seine Brüder waren der Generalmajor Christian Ernst Wilhelm Benedikt von Borcke (1714–1783) und der Oberst Albrecht Friedrich von Borck (1717–1775).
Borcke kam 1742 als Gefreitenkorporal in das Infanterieregiment „von Borcke“ Nr. 20. Im Zweiten Schlesischen Krieg nahm er an den Schlachten von Hohenfriedberg und Kesselsdorf teil und kämpfte bei der Belagerung von Prag.
Am 8. Mai 1746 erfolgte seine Beförderung zum Fähnrich und am 25. Mai 1750 zum Secondeleutnant.
Im Siebenjährigen Krieg kämpfte er bei Kolin, wo er schwer verletzt wurde, sowie bei Leuthen, Hochkirch, Torgau und Freiberg. Im Krieg wurde er zum 6. Februar 1758 Premierleutnant und am 18. Februar 1760 zum Stabskapitän ernannt. Ab 9. Februar 1762 wurde Borcke als Kapitän und Kompaniechef im Infanterieregiment „von Stutterheim“ Nr. 20 verwendet. Am 3. Dezember 1773 wurde er Major. Während des Bayrischen Erbfolgekriegs konnte er sich im Gefecht bei Brüx auszeichnen. Am 5. Juni 1783 wurde er Oberstleutnant. Am 22. April 1784 wurde er als Kommandeur in das Infanterieregiment „von Wangenheim“ Nr. 47 versetzt. Am 28. Mai 1785 erfolgte seine Beförderung zum Oberst. Während einer Truppenparade in Schlesien am 22. August 1789 erhielt er den Pour le Mérite. Am 20. Mai 1790 folgte seine Ernennung zum Chef des Infanterieregiments „von Tauentzien“ Nr. 31 und am 24. August 1790 die Beförderung zum Generalmajor. Er starb am 10. April 1792 in Breslau.

## Familie
Borcke war mit Katharina Christine, geborene Stielke (1741–1803) aus Magdeburg verheiratet und hatte folgende Kinder:
- Christiane Amalie Wilhelmine (* 20. Juni 1768; † 18. Januar 1833) ⚭ Karl Ludwig Rogalla von Bieberstein (* 1. Juni 1764; † 20. März 1832)
- Bernhardine Christine Charlotte (* 2. Juni 1769)
- Wilhelmine Christine Philippine (* 14. Oktober 1770)
- Christian Wilhelm Ernst (* 3. Juni 1772), Militär später Bürgermeister von Zülz
- Christian Wilhelm (* 11. März 1775)